# Butigeidis
Butigeidis (Budikid ; biélorusse : Будзікід) fut grand-duc de Lituanie de 1285 à 1290. Il est le premier membre incontestable connu de la dynastie des Gédiminides.

## Biographie
Il commence à régner à l'époque où l'Ordre de Livonie et les chevaliers Teutoniques sont en train d'achever la soumission des tribus baltes des rives de la mer Baltique. En 1289, à la tête d'une armée de 8 000 hommes, Butigeidis attaque la Sambie. En 1289, les chevaliers Teutoniques bâtissent le château de Tilsit et intensifient leurs incursions. Les Lituaniens sont contraints d'abandonner leur forteresse de Koklainiai implantée sur la rive droite du fleuve Niémen. Butigeidis est le premier à édifier des châteaux-forts le long des rives de ce fleuve. L'implantation de châteaux fortifiés est développée après sa mort et permet de résister aux incursions des Teutons jusqu'à la seconde moitié du XIVe siècle. Butigeidis abandonne Vawkavysk à la Galicie-Volhynie en échange de la paix. Il meurt en 1290 ou 1292, et son frère Pukuveras ou Butvydas lui succède.

## Sources de la traduction
- (en) Cet article est partiellement ou en totalité issu de l’article de Wikipédia en anglais intitulé « Butigeidis » (voir la liste des auteurs).

## Sources
- (lt) Vytautas Spečiūnas « Lietuvos valdovai (XIII-XVIII a.) » dans enciklopedinis žinynas: Mokslo ir enciklopedijų leidybos institutas, Vilnius 2004,  (ISBN 5-420-01535-8). p. 30.